# Mansellacsa longicornis
Mansellacsa longicornis là một loài côn trùng trong họ Ascalaphidae thuộc bộ Neuroptera. Loài này được Hölzel miêu tả năm 2004.